# Гостиный двор
Гости́ный двор (от слова «гость») — комплекс зданий, предоставляющий услуги для оптовой торговли товарами и жизнедеятельности торговцев (обычно из других регионов). В крупных городах обычно существовало несколько гостиных дворов, практиковалось деление по географическому охвату (расположение в разных районах города), по отраслевому признаку, по национальному признаку. Гостиные дворы всегда создавались обособленно от других построек города и не принадлежали городским общинам, а составляли отдельную общественную группу, управлявшуюся по особым правилам и обычаям.
Гостиные дворы обычно включали в себя:
- Торговые ряды, лавки, в которых сосредоточивается оптовая торговля разнообразными товарами.
- Место для хранения товаров, проживания торговцев и хранения транспорта[1].

Купцы приезжали в гостиные дворы с большим запасом товара и проводили в них продолжительное время, необходимое для сбыта всей партии товара.
После этого купцы приобретали партии местных товаров и отправлялись в обратный путь.

## История гостинодворской торговли
Вместе с учреждением гостиного двора правительство открывало таможню. На собранные пошлины строились гостиные избы для торговцев. С проживающих в гостиных избах купцов собиралась плата: избная и полавочная.
Гостиный двор представлял собой площадь, обнесённую забором. В центре двора строилась таможенная изба и постоялые избы. Для лошадей строили конские сараи. На площади устанавливалась важня — площадка с большегрузными весами, которые назывались вагами (от старонем. wāga; весы).
Гостиный дом — помещение для хранения товаров. Длинное здание с галереей амбаров и лавок, часто двухэтажное. Амбары — общие помещения для хранения товаров. Лавки для одного или нескольких владельцев. Лавки по размерам делились на полные и полулавки. Размер полной лавки — две сажени. Полулавка имела размер одну сажень. Размеры лавок могли немного отличаться от стандарта.
В амбарах товары хранились в коробах и носильцах. Некоторые товары хранились без коробов — их вешали на шесты (например, сапоги).
Дворники гостиного двора наблюдали за порядком, собирали плату за помещения, отвечали за сохранность товаров, выдавали замки для арендаторов отдельных лавок. Дворники собирали с приезжих торговцев за избу избное, за амбары амбарное или амбарщину, за лавки полавочное.
Часто гостиные дворы и таможни отдавались в откуп. Иногда откуп брали на отдельный вид сборов или пошлин.
Все проезжие купцы должны были останавливаться в гостиных дворах, если они не имели собственного двора в посаде. Торговец мог продать свой товар с саней, или корабля, не разгружая товар в гостином дворе. Но в этом случае он должен был уплатить поворотный сбор.
Розничная торговля проводилась в торговых рядах.

## Архитектура

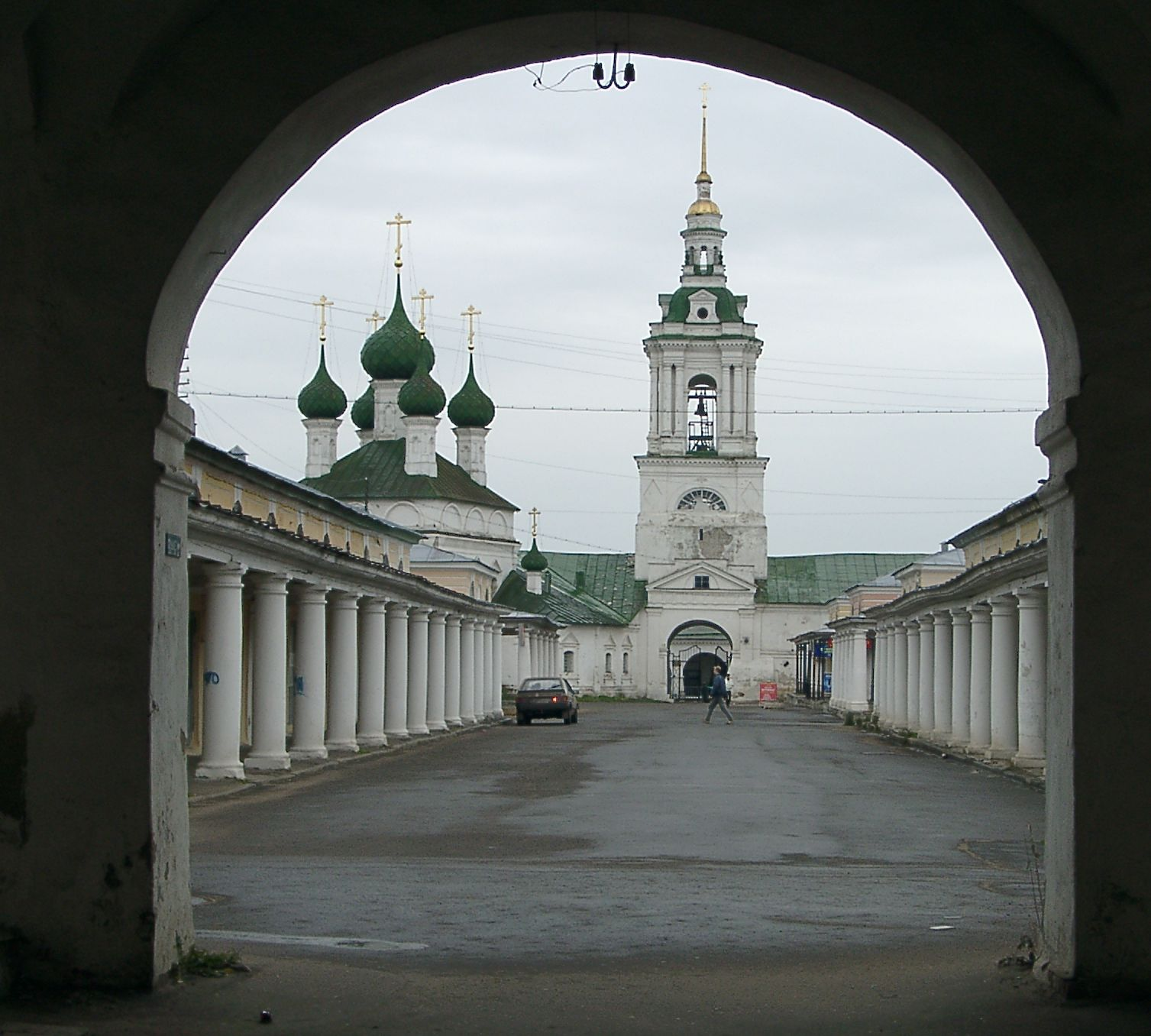
Гостиный двор Костромы (1789—1850).

В XVI—XVII веках гостиные дворы строятся в виде площади с галереями. В XVIII веке галереи строят по периметру площади. В центре площади (во внутреннем дворе) устраивают склады. Галереи строятся в виде аркад. В галереях размещаются лавки купцов и магазины. Иногда вместо аркады строились колоннады. Костромской гостиный двор — один из крупнейших такого типа.
Гостиные дворы строили на городских площадях, реже на главных улицах.

## Специфика гостиных дворов
В Новгород немецкие купцы имели право приезжать со своими товарами дважды в год, на определённый срок в особо отведённые дворы, которых в конце XV века в городе было два: немецкий и готеский (готландский). Вокруг иноземных Гостиных дворов была незастроенная полоса земли. Внутренние дела немецкого двора не подлежали рассмотрению и вмешательству новгородского правительства; ими заведовал выборный альдерман, с четырьмя ратманами.
Немцы, торговавшие в Средние века с Венецией, имели там свой Гостиный двор («fondaco di Tedeschi»); венецианцы, торговавшие с кипчакскими татарами, имели в Тане Гостиный двор и амбары; генуэзцы имели Гостиный двор в Мессине, в особой части города. Для кёльнских купцов в Лондоне отведён был особый Гостиный двор, называвшийся «Гильдейской палатой» («Gildeballe»), впоследствии расширенный под новым названием «Стального двора» ганзейских купцов.
Торговля в розницу в Гостиных дворах была запрещена.
В России иноземные купцы, кроме Новгорода имели Гостиные дворы также и других городах.

### Архангельск

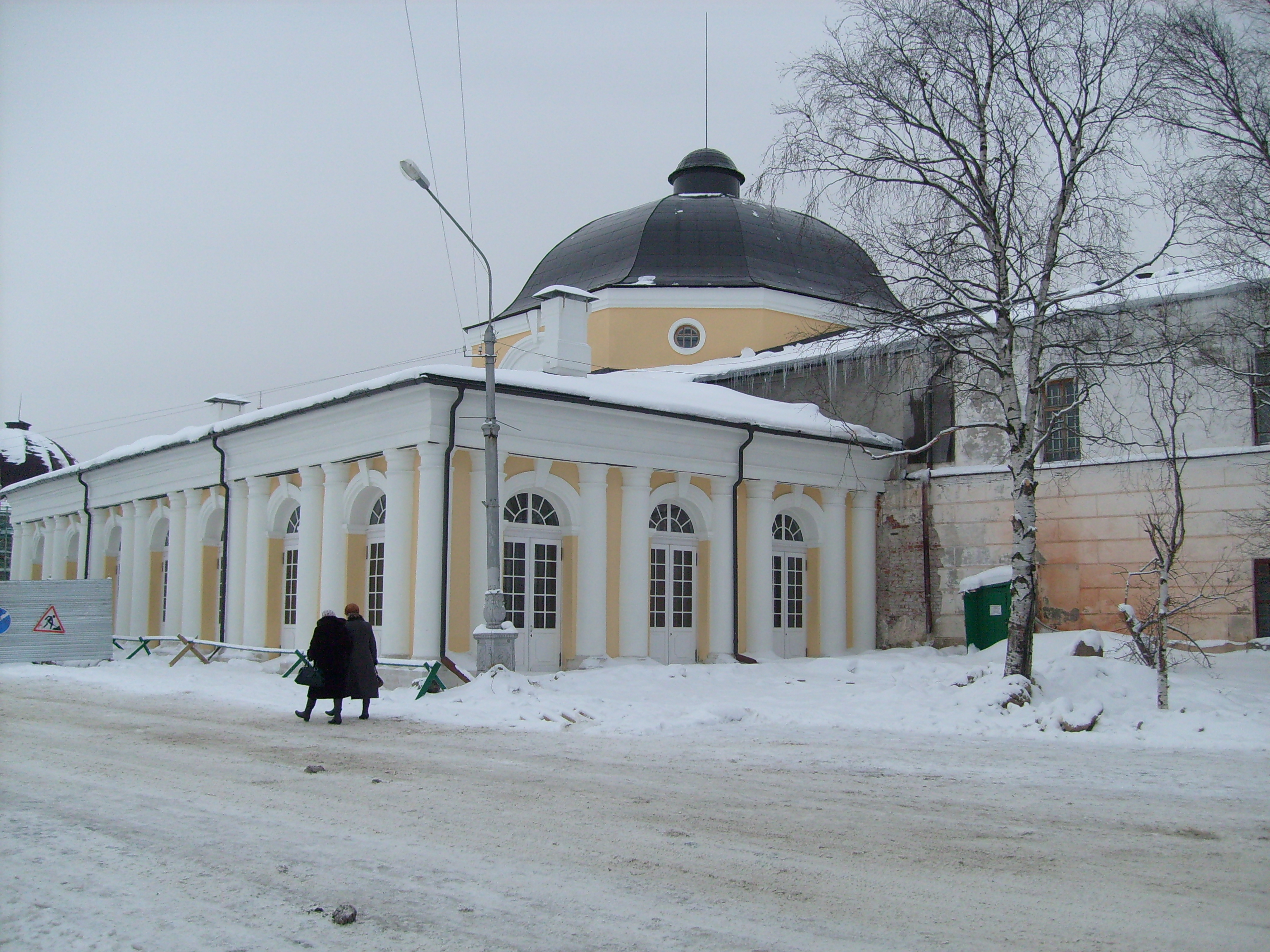
Гостиный двор в Архангельске

В Архангельске Гостиный двор с биржей находился в историческом центре, на мысе Пур-Наволок.

### Астрахань
В Астрахани было несколько Гостиных дворов — особых для каждого народа.

### Верхнеудинск

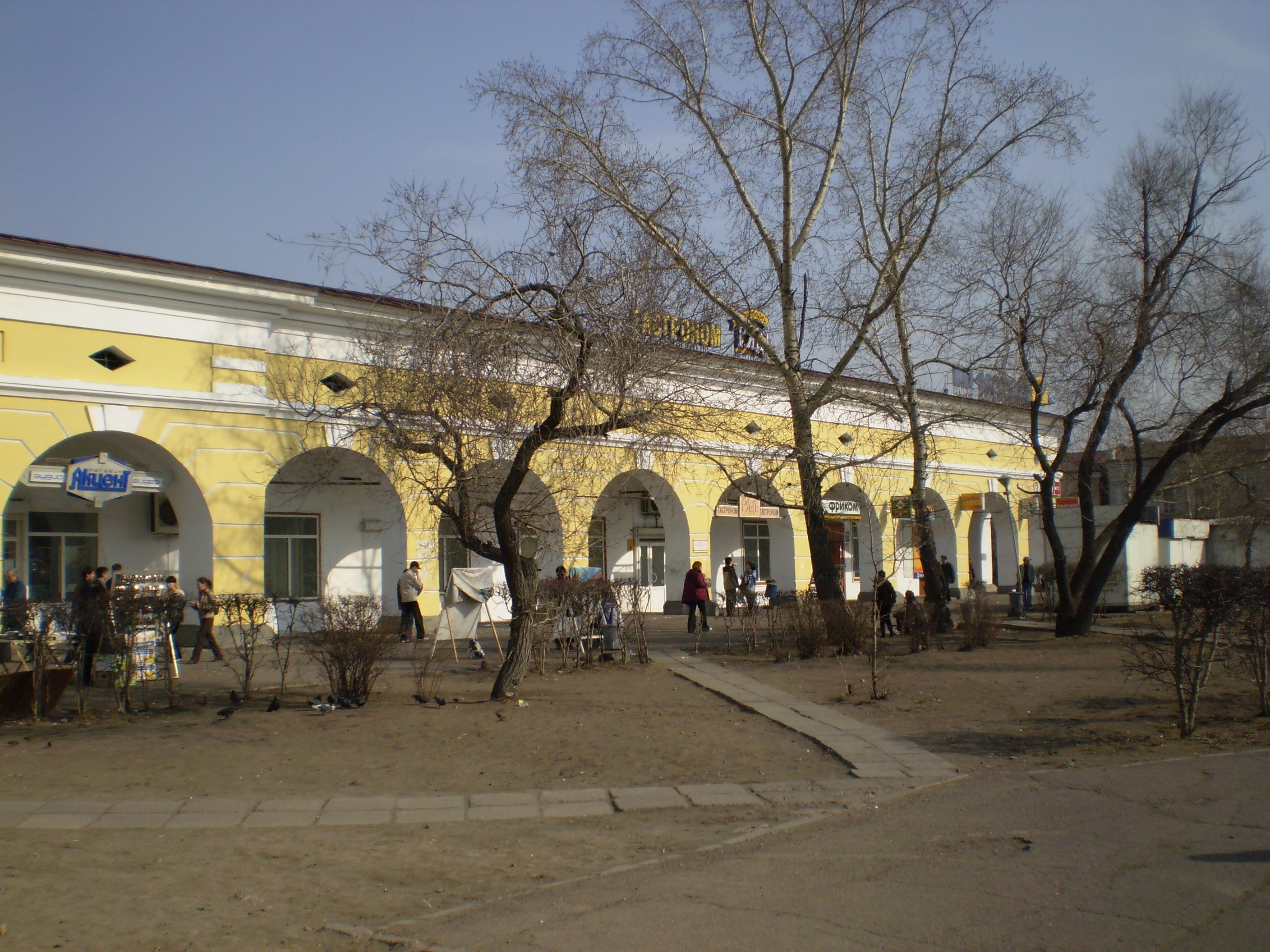
Верхнеудинский гостиный двор

Верхнеудинская ярмарка была крупнейшей за Байкалом. Первое деревянное здание Гостиного двора было построено в 1791 году. 3 июня 1803 года на собрании купцов и богатых мещан Верхнеудинска было принято решение о строительстве каменного Гостиного двора, которое началось в 1804 году по проекту иркутского губернского архитектора Антона Ивановича Лосева (1763—1829) и продолжалось с большими перерывами, — только в 1856 году был сделан наружный карниз и крыша.

### Ейск

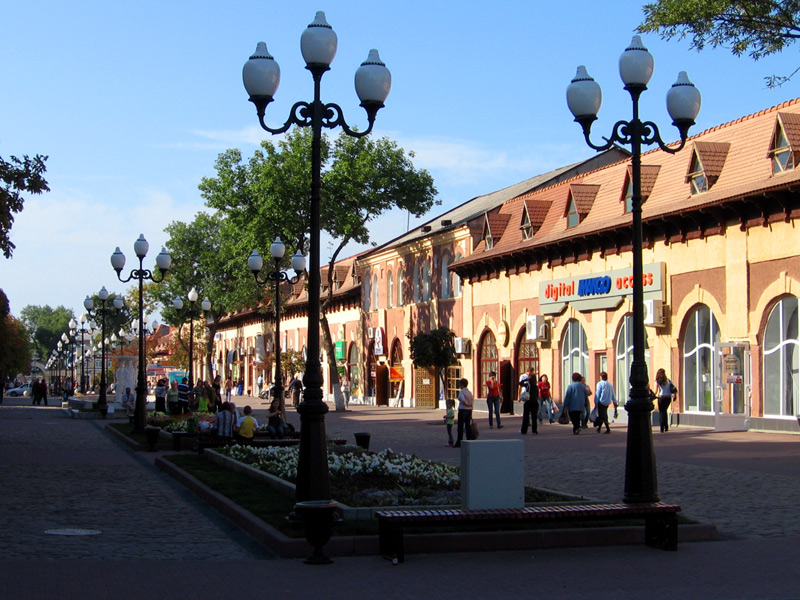
Гостиный двор в Ейске

В Ейске гостиный двор был заложен в 1848 году. Сегодня является частью центрального городского рынка.

### Казань

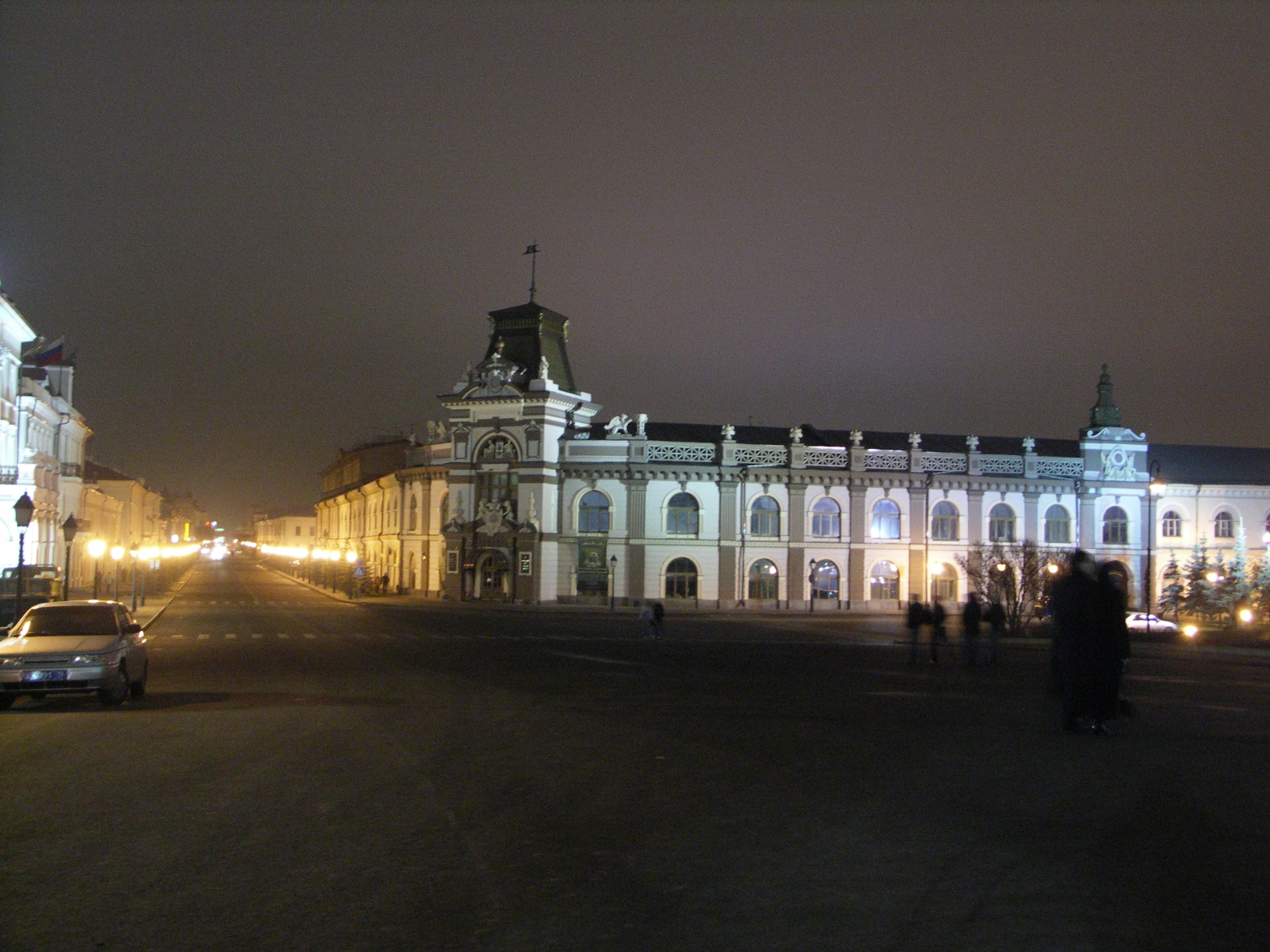
Гостиный двор в Казани, сейчас в нём действует Национальный музей Республики Татарстан.

В Казани Гостиный двор располагался на некогда главной общественно-торговой площади (ныне площадь 1 Мая). Первое упоминание относится к 1566 году. Существует версия, что он был организован на месте базара времён Казанского ханства. С 1895 года в здании расположен городской музей (ныне — Национальный музей Республики Татарстан).
Здание не раз претерпевало разрушительные пожары. В советское время над двумя имевшимися этажами здания были надстроены ещё два, что существенно изменило его архитектурный облик. Эти этажи были разобраны при реконструкции здания в конце XX века.
В составе казанского Гостиного двора некогда действовала Гостинодворская церковь Николая Чудотворца, которая была закрыта и лишена верхней части в советский период.

### Калуга

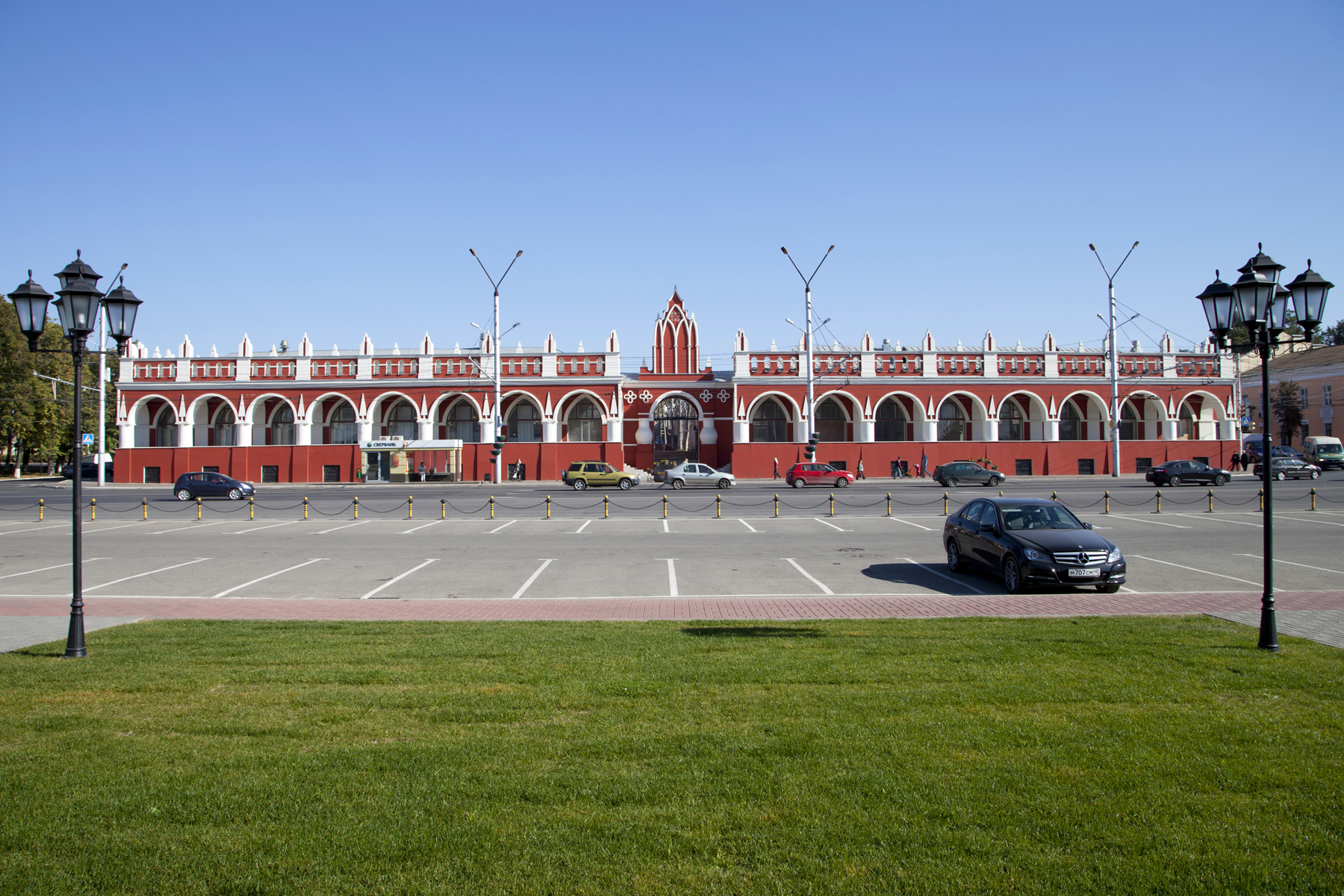
Гостиный двор в Калуге

Гостиный двор, занимающий целый квартал, — единственное в Калуге сооружение, в котором сочетаются мотивы русской архитектуры допетровского времени и «готического стиля».
По генеральному плану города Гостиный двор построили на месте старых торговых рядов, состоявших из бесчисленного количества отдельных лавок. Строительство Гостиного двора началось при жизни губернского архитектора П. Р. Никитина с возведения двух южных корпусов (1785—1789 годы), продолжилось при И. Д. Ясныгине, а последний корпус был достроен в 1824 году Н. Ф. Соколовым.
В течение своего полуторавекового существования ансамбль Гостиного двора претерпел много переделок. Значительные повреждения были ему нанесены во время Великой Отечественной войны. До недавнего времени объект находился на реставрации. В данный момент реставрация объекта окончена.

### Кострома

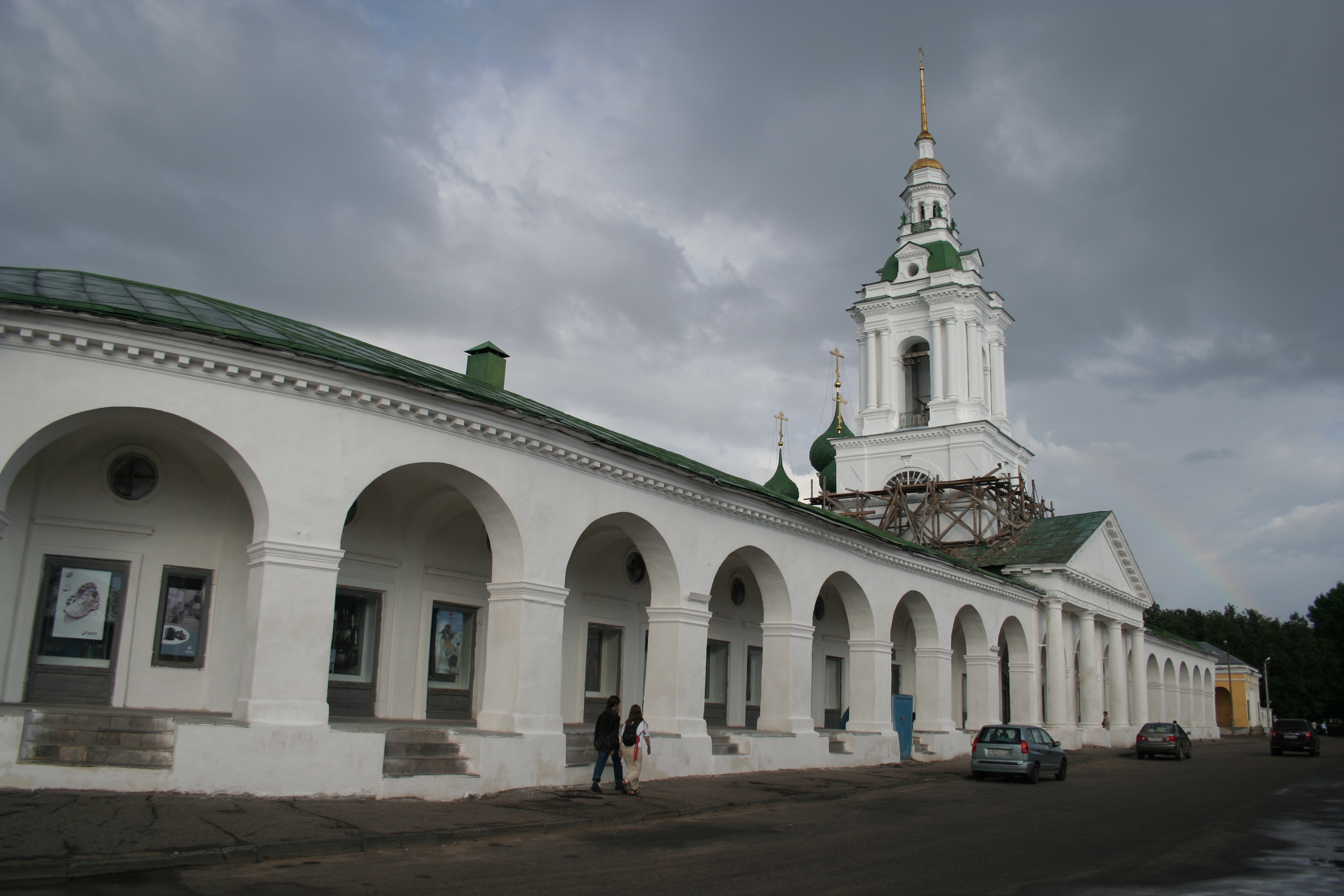
Гостиный двор в Костроме

Гостиный двор в Костроме — один из главных архитектурно-исторических комплексов и достопримечательностей города.

### Красноярск

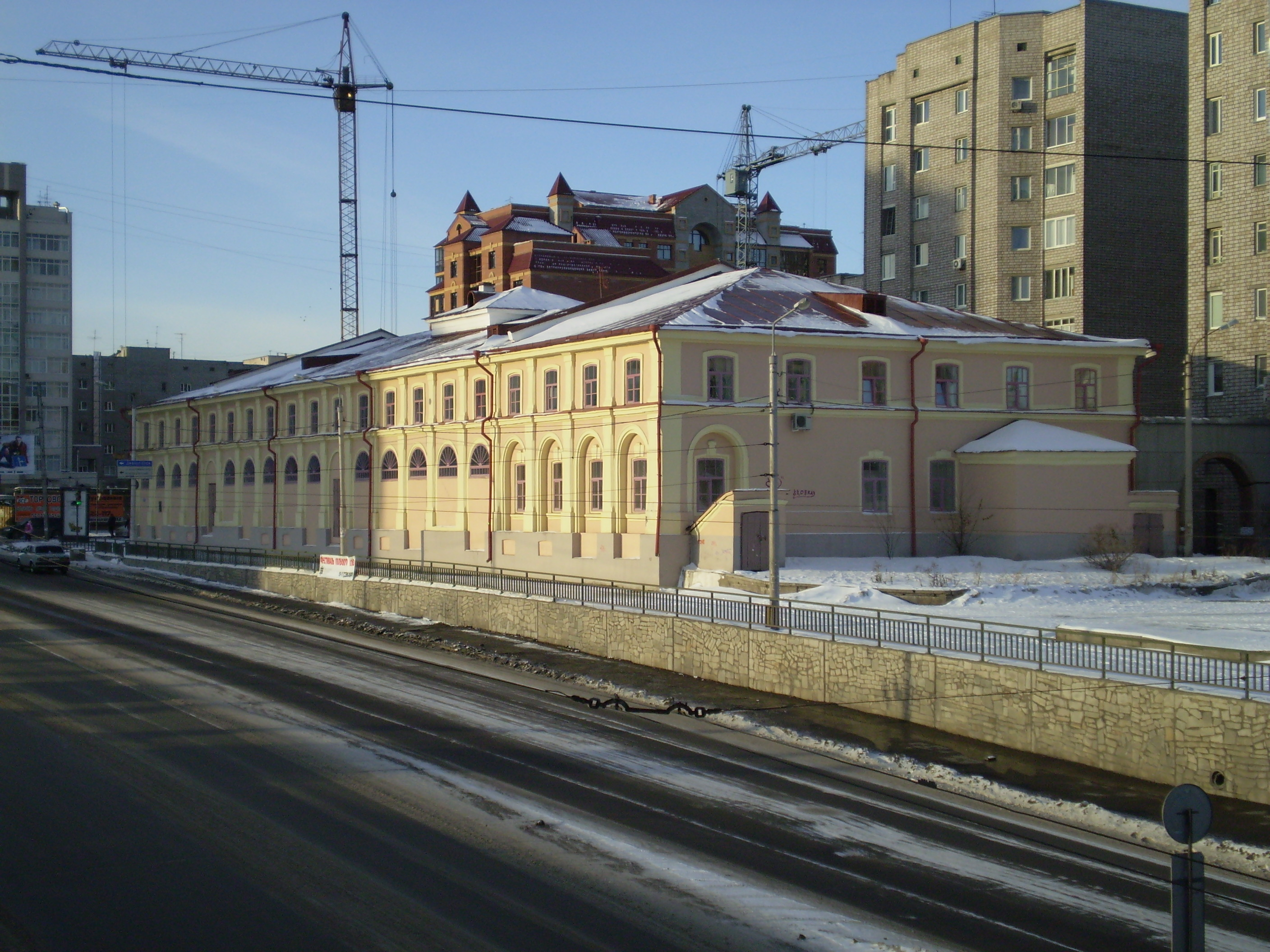
Гостиный двор в Красноярске

Гостиный двор в Красноярске — крупное общественное здание города, построенное в стиле позднего классицизма.

### Москва

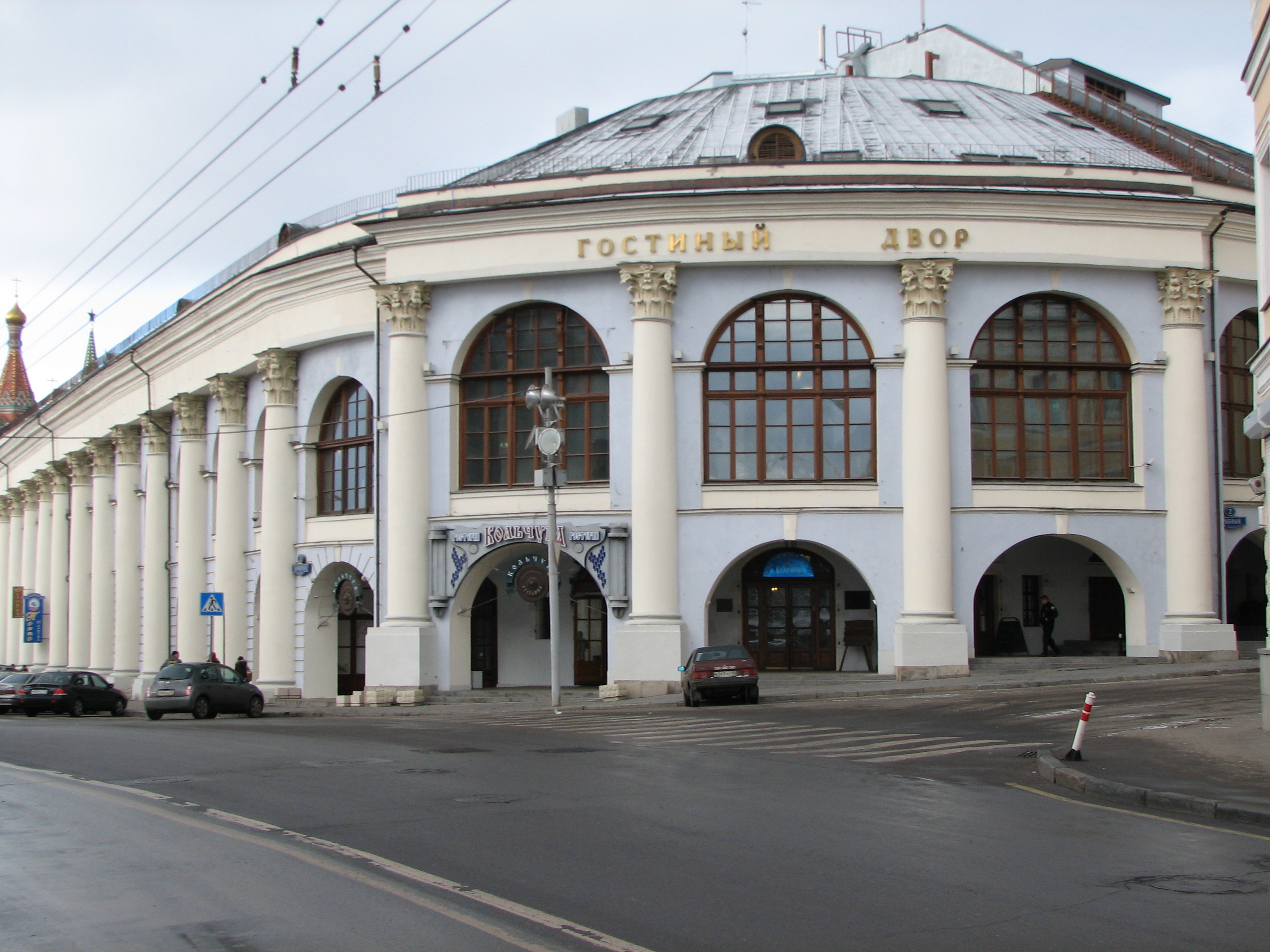
Старый Гостиный двор в Москве

В Москве каждый народ — англичане, греки и др. — имели свои гостиные дворы. Герберштейн, описывая город, упоминает об огромном каменном Гостином дворе, в котором купцы и жили, и товары свои на продажу выставляли; перец, шафран, шёлковые платки и прочие продавались здесь дешевле, чем в Германии. Этот Гостиный двор находился на площади Китай-города и при царе Фёдоре Иоанновиче разделялся на 20 особенных рядов. В 1791−1805 годах старый Гостиный двор, выходивший одной стороной на Ильинку, другой на Варварку, был перестроен по проекту архитектора Кваренги (здание сохранилось).

### Псков
Во Пскове Гостиный двор находился позади города.

### Рязань
Родоначальником гостиных дворов в Рязани был городской торг, располагавшийся у подножья кремлёвских стен неподалёку от Рязанской проездной башни. Ныне на этом месте находится площадь 26 Бакинских комиссаров.
Первый регулярный гостиный двор был выстроен в XVIII веке в рамках строительства по новому, екатерининскому генеральному плану города. Тогда на «площади для построения каменных домов с лавками» началось возведение торговых корпусов «изрядной величины и фигуры». Затем, корпуса двора неоднократно перестраивались, достраивались и украшались. В настоящее время зданиях гостиного двора располагается городской зал камерной музыки, сувенирные лавки, кафе и рестораны.
Со временем, места на существующем дворе оказалось мало и в городе началось строительство новых торговых рядов. Возведены они были на месте уже существовавших деревянных Хлебных рядов. Новый гостиный двор представлял собой два длинных двухэтажных корпуса и четыре корпуса поменьше. Все вместе они образовывали кольцо с большой площадью в центре. Комплекс был выстроен в стиле классицизма с элементами русского зодчества. В зданиях располагались крытые галереи, вершины же венчали башенки с куполами и шпилями на них. Под зданиями — сеть складов с подземными ходами между постройками. В комплекс гостиного двора также входили купеческие особняки, выстроенные вокруг нового двора.
До настоящего времени сохранилось два основных здания в которые сегодня используется по назначению — в них располагается торговый комплекс «Городские ряды». Четыре малых здания не сохранились. Комплекс располагается на одной из главных площадей города.

### Санкт-Петербург

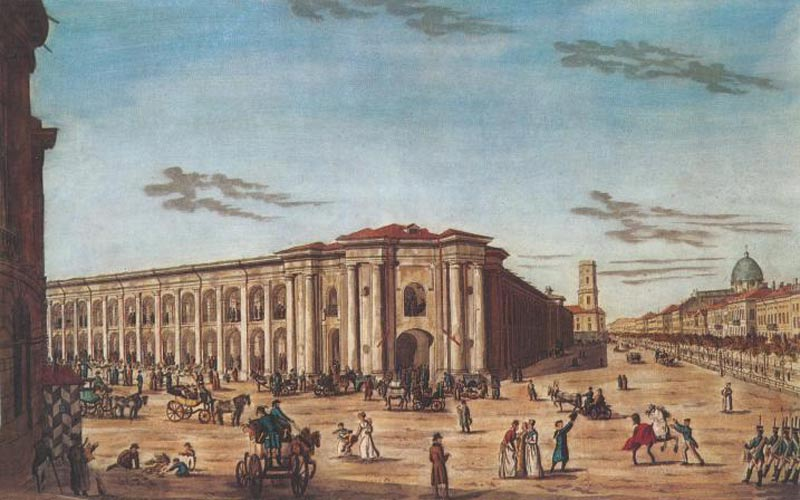
Иванов, Иван Алексеевич. Вид Гостиного двора в Санкт-Петербурге (1815)

В Санкт-Петербурге первый Гостиный двор был построен при Петре I, в 1705 году, на Троицкой площади Петербургской стороны, на месте ныне существующей мечети. Он состоял из нескольких сотен бревенчатых лавок, сгоревших летом 1710 года.
Следующий Гостиный двор был на Васильевском острове, его фрагмент сохранился.
Когда народонаселение на Адмиралтейской стороне стало возрастать и торговля стала сосредотачиваться здесь, каменный Гостиный (Мытный) двор был возведён архитекторами Г. И. Маттарнови и Н. Ф. Гербелем в 1719 году на берегу реки Мойки, у нынешнего Зелёного моста; двор этот сгорел при пожаре 1736 года.
В 1758 году последовал указ «о строении каменного Гостиного двора по плану обер-архитектора Растреллия»; лавки, выстроенные купцами, повелено отдать им в вечное и потомственное владение. Гостиный двор по адресу Невский проспект, дом № 35 окончательно отстроен к 1785 году по проекту Ж.-Б. Валлен-Деламота (сохранившего общую планировку Растрелли), фасад со стороны Невского проспекта декорирован в 1886—1887 годах по проекту Н. Л. Бенуа.
Названия его четырёх линий: Суконная (теперь Невская, выходит на Невский проспект), Зеркальная (теперь Садовая, выходит на Садовую улицу), Большая Суровская (теперь Перинная, выходит на Думскую улицу), Малая Суровская (теперь Ломоносовская, выходит на улицу Ломоносова, бывший Чернышёв переулок) указывали на назначение рядов.

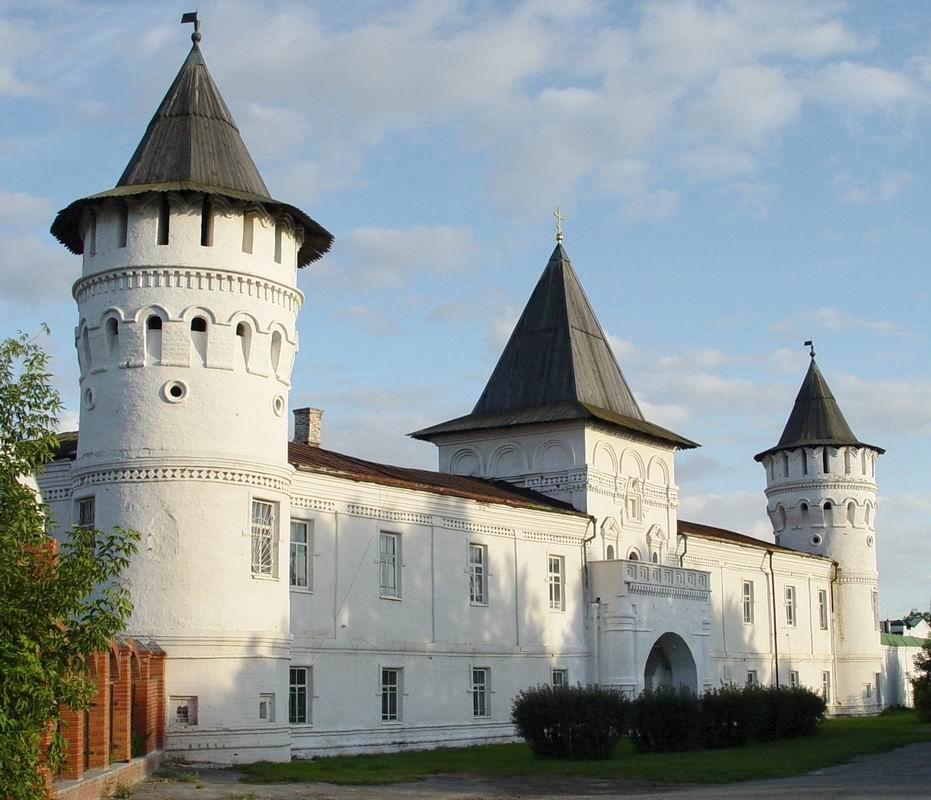
Тобольский Гостиный двор

### Саратов
В былой «столице Поволжья» Саратове при главной улице Московская существовали, но были утрачены два гостиных двора — Старый на Старо-Соборной (ныне Музейной) площади и Новый на Хлебной (ныне Театральной) площади.

### Тобольск
В Тобольске Гостиный двор находился в историческом центре города. Начало строительству положено указом Петра I в 1702 году. Сегодня составляет единый историко-архитектурный ансамбль с Тобольским кремлём.

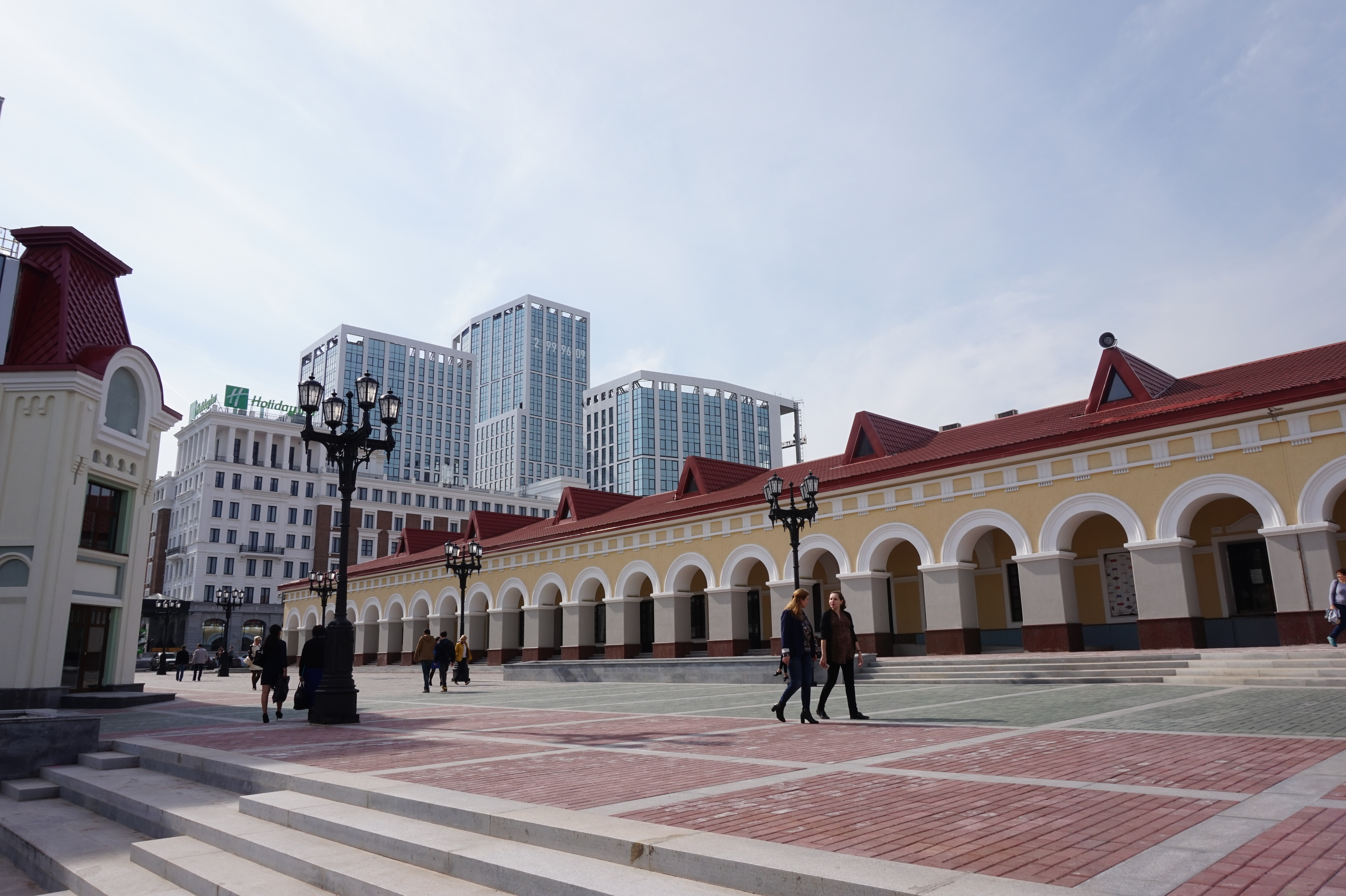
Гостиный двор в Уфе

### Уфа
Каменный Гостиный двор Уфы был открыт летом 1866 года. В 1941 году, когда в Уфу были эвакуированы Серпуховская ткацкая и Ярцевская прядильная фабрики, в здании Гостиного двора образовался Уфимский хлопчатобумажный комбинат. Начало возрождению положил указ президента Республики Башкортостан «О мерах по обеспечению ускорения реконструкции здания бывших Торговых рядов в городе Уфе» от 11 августа 1995 года. Гостиный двор Уфы переоткрылся 11 октября 1999 года, сейчас он является центром торговли не только Уфы, но и всей Республики.

### Ярославль

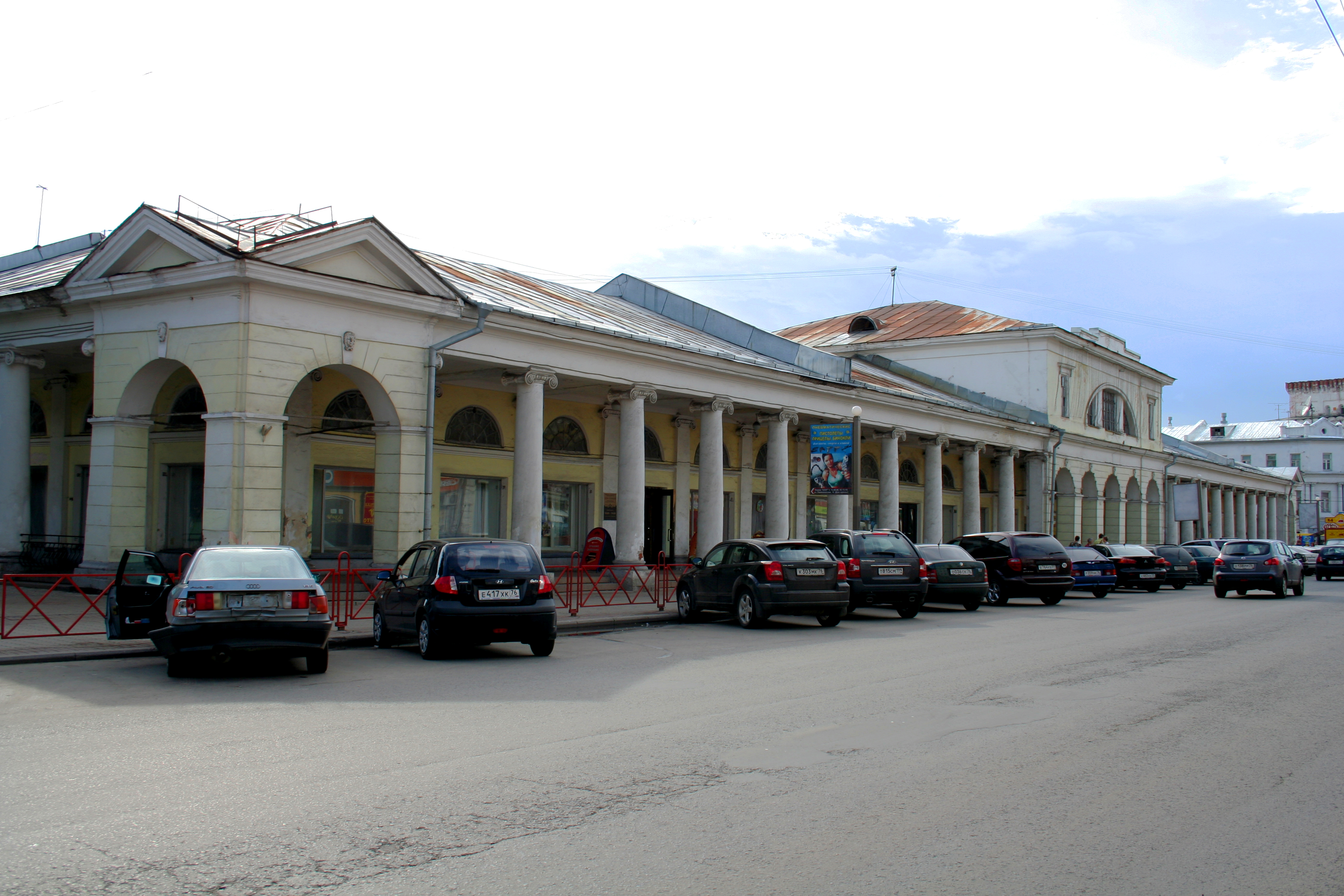
Гостиный двор в Ярославле

Каменный гостиный двор в Ярославле был построен в 1780-х годах и занимал четыре квартала, ограниченные улицами Казанской, Сретенской, Ростовской и Воскресенской. В 1818 году на месте рыночной площади был возведён новый Гостиный двор. Он занимал целый квартал и состоял из двух одноэтажных корпусов с открытыми галереями и круглого центрального павильона. Южный корпус был разрушен в 1918 году в результате артиллерийского обстрела Ярославля Красной армией.

## Гостиные дворы в новых условиях торговли
Гостиные дворы сохранились и впоследствии, когда изменились характер и обстановка торговли; они стали привилегированными, излюбленными местами торговли, совершенно независимо от национальности торговцев. Гостиные дворы к началу XX века имелись почти во всяком более или менее значительном городе.